# Chamseddine Rahmani
Chamseddine Rahmani (Annaba, 15 settembre 1990) è un calciatore algerino, portiere del MC Oran.

## Carriera

### Club
Ha esordito nel campionato di massima serie algerina con il MO Béjaïa, giocando 10 partite nella stagione 2014-2015. Nella stagione successiva è titolare, e riesce a collezionare 30 presenze.

### Nazionale
Viene convocato per la Coppa d'Africa 2017.